# Ben McAdams

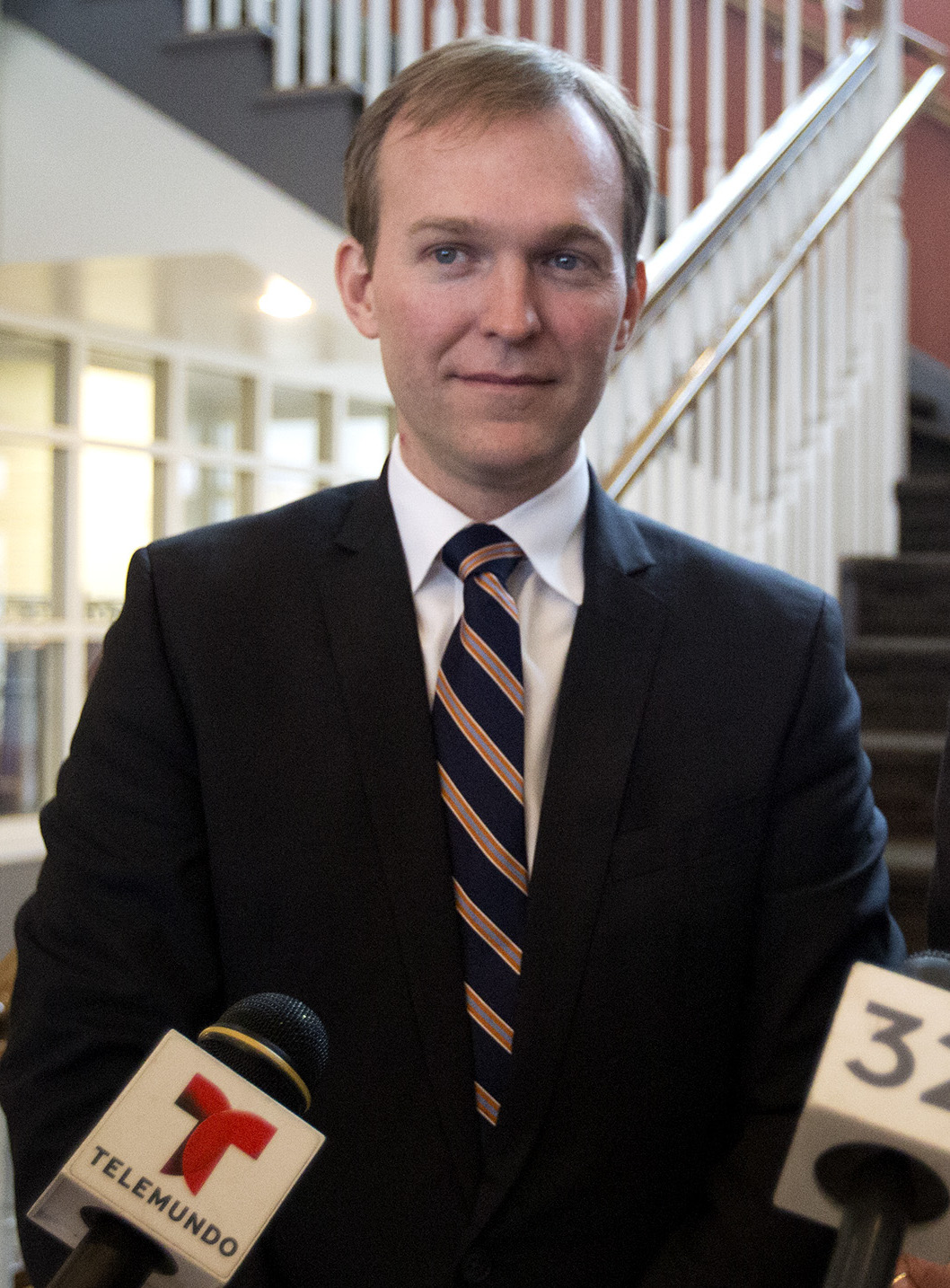
Ben McAdams (2015)

Benjamin „Ben“ McAdams (geboren am 5. Dezember 1974 in West Bountiful, Davis County, Utah) ist ein amerikanischer Politiker der Demokratischen Partei. Er vertrat von 2019 bis 2021 den 4. Kongresswahlbezirk Utahs im Repräsentantenhaus der Vereinigten Staaten. Von 2009 bis 2013 gehörte er dem Senat von Utah an, 2013 bis 2019 war er Bürgermeister des Salt Lake County.

## Familie, Ausbildung und Beruf
McAdams, dessen Familie in siebter Generation in Utah lebt, wuchs mit fünf Geschwistern in einem konservativen, ländlichen Gebiet nördlich von Salt Lake City auf. Sein Vater war ein Gebrauchtwagenhändler, der häufig die Arbeit wechselte, seine Mutter war Lehrerin.
Das Studium begann er an der Weber State University und setzte es mit einem Pell Grant an der University of Utah fort. Dort studierte er ab 1997, war Vorsitzender der Hochschulgruppe der Demokraten und schloss im Jahr 2000 in Politikwissenschaft mit dem Bachelorgrad ab. Er hatte mit dem Studium des Ingenieurwesens begonnen, ließ sich aber insbesondere durch die miterlebte zweite Amtseinführung Präsident Bill Clintons im Januar 1997 für die Politik begeistern und absolvierte ein Praktikum im Weißen Haus Clintons. Danach besuchte er die Law School der Columbia University in New York City, an der er für das Columbia Human Rights Law Review schrieb und 2003 den Juris Doctor erhielt. Noch während des Studiums war er von 1998 bis 2001 in der Unternehmenskommunikation des Kleidungsvertriebs White House/Black Market beschäftigt. Nach dem Studium war er von 2003 bis 2006 in New York als Rechtsanwalt für die international tätige Großkanzlei Davis Polk & Wardwell tätig, laut Eigenangaben, um die Schulden seines Studiums abzuzahlen.
Anschließend zog er mit seiner Familie nach Utah zurück und arbeitete von 2006 bis 2008 für die Anwaltskanzlei Dorsey & Whitney in Salt Lake City. Von 2007 bis 2012 war er Dozent (adjunct professor) der Rechtsfakultät der University of Utah (S. J. Quinney College of Law). Ab Anfang 2008 beriet er den gerade ins Amt gekommenen Bürgermeister von Salt Lake City, Ralph Becker und galt damals als kommender Star der Demokraten in Utah.
McAdams ist Mitglied der Kirche Jesu Christi der Heiligen der Letzten Tage. Mitte der 1990er Jahre war er für eine Mission in Brasilien tätig und sah dort große Armut, was seine politischen Ansichten laut Eigenaussage prägte. Mit seiner Frau Julie hat er vier Kinder. Sie hatten sich in der Highschool kennengelernt und im College geheiratet; beide hatten an der Columbia University studiert.

## Politische Laufbahn
2009 wurde McAdams bei der Nachwahl zur Neubesetzung des vakanten Sitzes Scott McCoys im 2. Wahlbezirk in den Senat von Utah gewählt. Anfang 2011 wurde er dort Fraktionsvorsitzender der Demokraten. 2012 wurde McAdams mit 55 Prozent der Stimmen zum Bürgermeister des Salt Lake County gewählt und schied daher Anfang 2013 aus dem Senat aus. Sein Parteikollege Jim Dabakis gewann die daraus resultierende Nachwahl und übernahm McAdams’ vakanten Sitz. Im Januar 2013 erfolgte McAdams’ Amtseinführung als Bürgermeister. Er wurde im November 2016 mit 59 Prozent der Stimmen wiedergewählt.
Bei der Wahl im November 2018 trat McAdams im 4. Kongresswahlbezirk Utahs für den Sitz im Repräsentantenhaus der Vereinigten Staaten an, den bisher die Republikanerin Mia Love innehat und der die südlichen Vorstädte von Salt Lake City umfasst. McAdams, der als Bürgermeister beliebt ist, gewann die Nominierung der Demokraten bei deren Vorwahl im Juni 2018 ohne Gegenkandidaten, nachdem er die Parteiversammlung der Demokraten Ende April mit 72 Prozent der Stimmen gewonnen hatte. Love galt als einzige Kongressmandatsinhaberin aus Utah als gefährdet, zumal Trump bei der Präsidentschaftswahl in diesem Bezirk nur 39 Prozent der Stimmen erhalten hatte (Clinton 32 Prozent, der Rest ging an den Unabhängigen Evan McMullin). Ähnlich hohe Spendeneinnahmen und knappe Umfragevorsprünge Loves deuteten auf eine enge Wahl, sodass viele Beobachter diese als völlig offen einschätzten. McAdams setzte sich bei der Wahl mit 50,1 zu 49,9 Prozent so knapp durch, dass das Ergebnis erst zwei Wochen nach der Wahl feststand. Mit 694 Stimmen lag sein Vorsprung nur geringfügig über der Marge, ab der eine Nachzählung hätte gefordert werden können.
McAdams gehört dem US-Repräsentantenhaus seit dem 3. Januar 2019 an. Dort gehört er dem überparteilichen Problem Solver Caucus an. Während er im Juli 2019 mit den anderen Kongressabgeordneten Utahs gegen die Einführung eines allgemeinen Mindestlohns in Höhe von 15 US-Dollar stimmte, unterstützte er als einziger Abgeordneter Utahs eine Resolution des Repräsentantenhauses, die Präsident Donald Trumps Tweets als rassistisch bezeichnete, in denen er vier women of color, die dem Repräsentantenhaus angehören, aufforderte, in ihre Herkunftsländer zurückzukehren. In den ersten sechs Monaten nach seiner Wahl nahm McAdams knapp 900.000 Dollar an Wahlkampfspenden ein, eine der höchsten Zahlen für Kongressneulinge. Bei der nächsten anstehenden Wahl 2020, die zeitgleich mit der Präsidentschaftswahl stattfindet, gilt McAdams’ Sitz als eines der Hauptziele der Republikaner. Zudem hat die Unabhängige Jonia Broderick eine Kandidatur angekündigt, die ein ähnliches Profil wie Adams hat und mit ihm um dieselben Wähler konkurriert. Ende Juli 2019 erhielt McAdams in einer Umfrage mit 43 Prozent Zustimmung die besten Werte aller Kongressmitglieder Utahs.

## Positionen
McAdams beschrieb seine politischen Positionen 2010 als progressiv und seinen Stil als pragmatisch und konsensorientiert. Bei der Wahl 2018 setzte er auf sein Image als moderater Zentrist. Anders als die meisten Angehörigen seiner Partei setzt sich McAdams für fiskalpolitische Strenge ein, steht aber zugleich für eine liberale Einwanderungspolitik gerade gegenüber Flüchtlingen. Er lehnt persönlich Schwangerschaftsabbrüche ab (Pro-Life), hat aber gegen Bundesstaatsgesetzgebung für Abtreibungsverbote gestimmt. Als 2009 in Utah bundesstaatsweit ein Verbot der gleichgeschlechtlichen Ehe durchgesetzt werden sollte, erreichte er als Mitarbeiter des Bürgermeisters von Salt Lake City durch Gespräche mit Republikanern und Kirchenvertretern, dass der LGBT-Schutz in der Stadt aufrechterhalten wurde. Er wird von seiner Parteiführung und von den Blue Dog Democrats unterstützt, die eher moderate bis konservative Positionen vertreten, und von der League of Conservation Voters, die sich für Umweltschutz einsetzen.